# Emilio Veggetti
Emilio Veggetti (Grizzana Morandi, 15 agosto 1877 – Bologna, 28 febbraio 1953) è stato un politico e letterato italiano.
Profondo conoscitore della montagna, ricoprì numerose cariche ed incarichi.
A testimonianza dei suoi vari interessi culturali restano numerosi scritti che testimoniano un campo di interessi piuttosto vasto e vanno dalla poesia patriottica agli inni dedicati a personalità della scienza e della cultura, dai discorsi per le occasioni civili e politiche, agli interventi nella vita amministrativa e politica (in particolare scritti a carattere storico e letterario volti alla conoscenza della vita bolognese del Settecento); scrisse anche saggi specifici dedicati ad accademie, a medici, alla musica, alla giurisprudenza, agli studi sacri, alle scienze naturali ed alle matematiche e scienze affini nel XVIII secolo.
Dispose lasciti da conferire post sua mortem a Istituzioni quali Curia, Università e Comune.
L'amico Giovanni Maioli lo commemorò alla Deputazione di Storia Patria il 17 maggio dello stesso anno.

## Opere
- Gli albanesi e la loro letteratura, 1914
- Grizzana in onore del Prof. Pio Carlo Falletti, 1914
- Per la cittadinanza grizzanese a S. E. l'On. Luigi Rava, 1915
- Per Cesare Battisti: Epodo, 1916
- Nell'annuale della guerra d'Italia, 1916
- In onore dei mutilati e della Croce Rossa americana, 1918
- Inno per la mutualità scolastica: canto e piano, parole di Emilio Veggetti, musica di Giovanni Battista Alberani, 1922
- Sei mesi di commissariato nell'antica sede dei capitani della montagna, 1923
- Giovan Luigi Mangarelli e le prime edizioni in caratteri greci ed egiziani in Bologna, 1923
- L'antico santuario di Montovolo nella montagna bolognese, 1925
- Pier Paolo Molinelli e la prima cattedra italiana di medicina operatoria in Bologna, 1926
- Per la conservazione del comune di Grizzana, 1927
- Per la conservazione di tutti i comuni del circondario di Vergato, 1927
- Le pitture del portico dei Servi in Bologna, 1929
- Il contratto editoriale del Nicolo de Lapi autenticato da Tommaso Grossi, 1929
- Per la pretura di Vergato: storia e tradizione, 1930
- Per il ritorno della cara salma del giovane eroe Antonio Rondelli morto combattendo il 16 marzo 1917, 1923
- Note inedite di Eugenio Beauharnais sui candidati al Senato del Regno italico, 1933
- A ricordo dell'avvocato Gianni Roversi nel 1º anniversario della morte, 1938
- Per le nozze del prof. Amleto Comini bolognese con Giuliamaria Persegani Speranzini benedette il 22 dicembre 1940: cordialmente augurando ogni sognato bene, 1940.
- Per la nascita di Guglielmo Marconi: inno, 1941
- Per la morte di Giuseppe Verdi: 1901-1941: inno, 1941
- Scritti e ricordi a cura di Giovanni Maioli 1955
- Canti della mia terra a cura di Carolina Vitali, 1956